# Studium powieszonego Bernarda di Bandino Baroncellego
Studium powieszonego Bernarda di Bandino Baroncellego (również: Ciało powieszonego Bernarda Baroncellego) – rysunek sporządzony przez włoskiego artystę renesansowego Leonarda da Vinci 28 grudnia 1479 roku.
Rysunek ma wymiary 192 × 78 mm. Znajduje się w zbiorach Musée Bonnat-Helleu w Bajonnie.

## Okoliczności powstania
Na rysunku został uwieczniony powieszony Bernardo di Bandino Baroncelli, uczestnik zamachu na Wawrzyńca Wspaniałego, znanego również jako Lorenzo di Piero de’ Medici. Podczas niedzielnej mszy 26 kwietnia 1478 roku Bernardo di Bandino Baroncelli oraz Francesco de’ Pazzi śmiertelnie ugodzili sztyletami Giuliana (Juliana) de’ Medici, młodszego brata Lorenza. Podczas zamachu zginął również Francesco Nori, jeden z przyjaciół Giuliana. Zamach ten zainicjowała florencka rodzina Pazzich, próbująca obalić rządy Medyceuszy. Zamach poparły  inne rodziny, również wrogo nastawione do Medyceuszy oraz (dyskretnie) papież Sykstus IV. Podczas zamieszania mordercy uciekli. Niepowodzeniem skończyła się realizacja drugiej części planu, jakim było zajęcie Palazzo Vecchio; uzbrojeni mieszkańcy wyszli na ulice zaalarmowani biciem w dzwon La Vacca. W ciągu kilku dni stracono kilkudziesięciu spiskowców.
Po zabójstwie Giuliana Bernardo di Bandino ukrył się w dzwonnicy katedry. Udało mu się uciec z Florencji. Po dotarciu do Senigalli odpłynął z Włoch. W 1479 roku Medyceusze dowiedzieli się, że Bernardo di Bandino ukrył się w Konstantynopolu. Do miasta wysłano posłów z darami dla sułtana. Tureccy urzędnicy schwytali Bandina – skuty łańcuchami został przywieziony do Florencji. 28 grudnia 1479 roku zawisł w oknie Palagio del Capitano.

## Rysunek
Leonardo da Vinci był świadkiem stracenia Bernarda di Bandino. Rysunek stworzył tego samego dnia na miejscu wydarzeń. Bernardo di Bandino ma związane ręce i bose stopy, na jego twarzy widać smutek. W górnym lewym rogu Leonardo zanotował szczegóły stroju wisielca. Straceniec miał na sobie: małą jasnobrązową czapkę, kaftan z czarnej serży, czarną kamizelkę na podszewce, z aksamitnym kołnierzem w czerwono-czarne cętki, niebieską opończę podbijaną lisim futrem, czarne pończochy. W dolnym lewym rogu znajduje się rysunek samej głowy. Twarz ukazuje rezygnację.
Rysunek mógł być studium do obrazu, przedstawiającego powieszonego spiskowca (obraz o podobnej tematyce namalował Sandro Botticelli). Niewykluczone też, że Leonardo przygotował studium tylko dlatego, że był zszokowany wydarzeniem.